# Friedrich-Lisch-Denkmalpreis

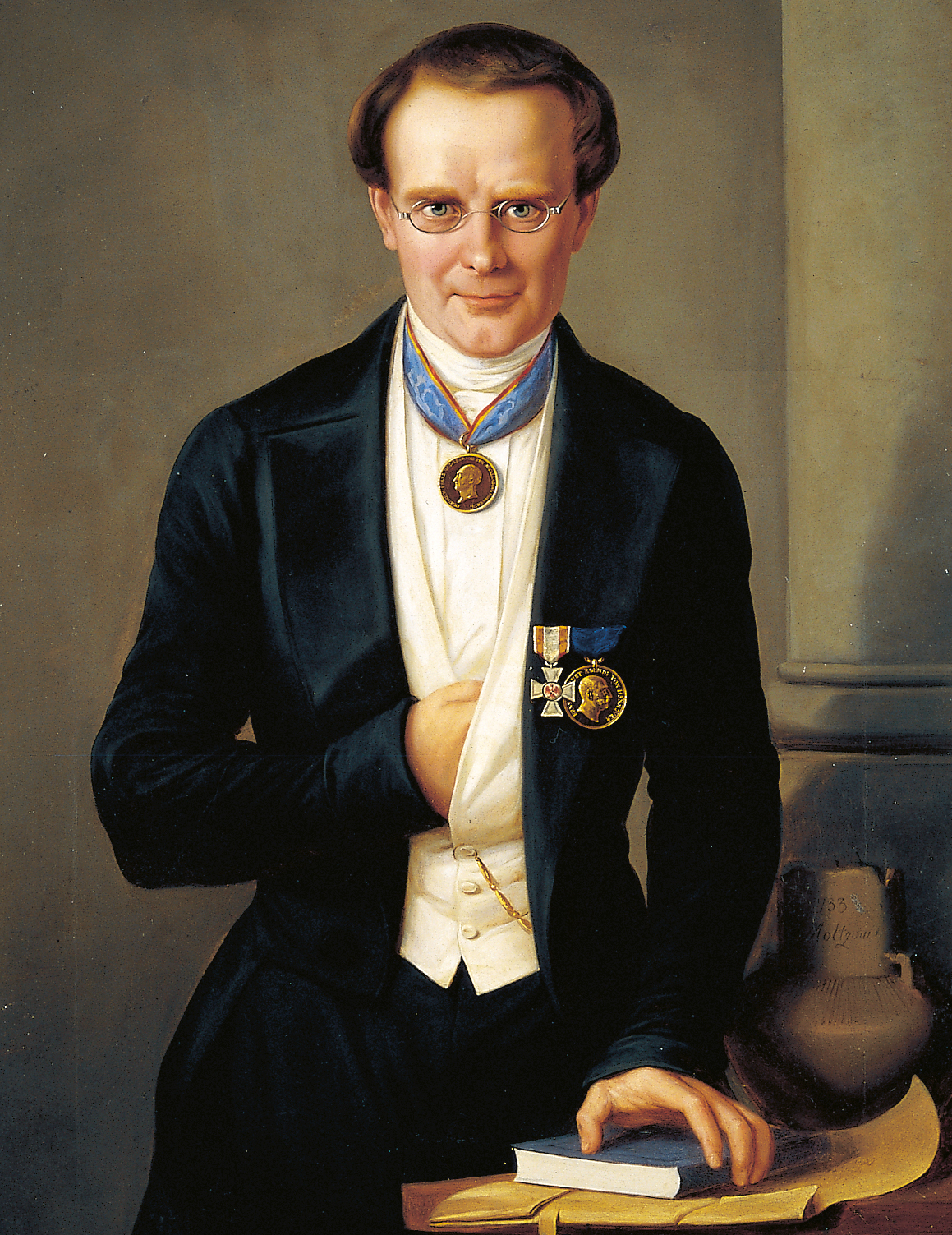
Georg Christian Friedrich Lisch

Der Friedrich-Lisch-Denkmalpreis wird seit 2007 jährlich durch das Ministerium für Bildung, Wissenschaft und Kultur des Landes Mecklenburg-Vorpommern vergeben. Er ist nach dem mecklenburgischen Archivar, Denkmalpfleger und Archäologen Georg Christian Friedrich Lisch (1801–1883) benannt.

## Kriterien
Vorschlagsberechtigt sind Vereine, Verbände, Institutionen, staatliche und kommunale Verwaltungen sowie Einzelpersonen. Eigenbewerbungen sind unzulässig. Die Bewertung der eingehenden Vorschläge erfolgt durch eine Fachkommission, bestehend aus jeweils zwei Vertretern des Ministeriums für Bildung, Wissenschaft und Kultur und des Landesamtes für Kultur und Denkmalpflege sowie jeweils einem Vertreter der unteren Denkmalschutzbehörden, der Kirchen und der Presse. Der jährliche Einsendeschluss für Vorschläge ist der 31. Mai, die Vergabe erfolgt jeweils im Rahmen der landesweiten Eröffnungsveranstaltung des Tages des offenen Denkmals Anfang September.
Der Preis wird für eines oder mehrere der folgenden Kriterien vergeben:
- vorbildliche Leistungen zur Rettung und zur Erhaltung von Bau- und Kunstdenkmalen oder von archäologischen Denkmalen in Mecklenburg-Vorpommern
- die überzeugende Verbreitung des Denkmalpflegegedankens in der Öffentlichkeit
- hervorragende wissenschaftliche Leistungen zur Theorie und Praxis der Denkmalpflege
- die Nutzung traditioneller oder innovativer Handwerkstechniken
- langjähriges herausragendes Wirken auf dem Gebiet der Bau- und Kunstdenkmalpflege oder der archäologischen Denkmalpflege

Der Friedrich-Lisch-Denkmalpreis ist aktuell mit 4000 € dotiert.
Der Denkmalpreis ist nicht zu verwechseln mit der Friedrich-Lisch-Medaille, die im Jahr 1990 durch die Stiftung Mecklenburg an einige verdiente Wissenschaftler wie Wilfried Blöke und Joachim Schulz-Naumann vergeben wurde.

## Preisträger
- 2008 Verein der Freunde und Förderer des Klosters Doberan e.V.[2]
- 2009 Ulrich Schoknecht, Waren[3]
- 2010 Hans-Jürgen Syberberg, Nossendorf[4]
- 2011 Jean Vollendorf, Eichhof[5]
- 2012 Bettina Klein, Hessenburg[6]
- 2013 Sabine Bock, Schwerin[7]
- 2014 Volker Häußler, Kühlungsborn[8]

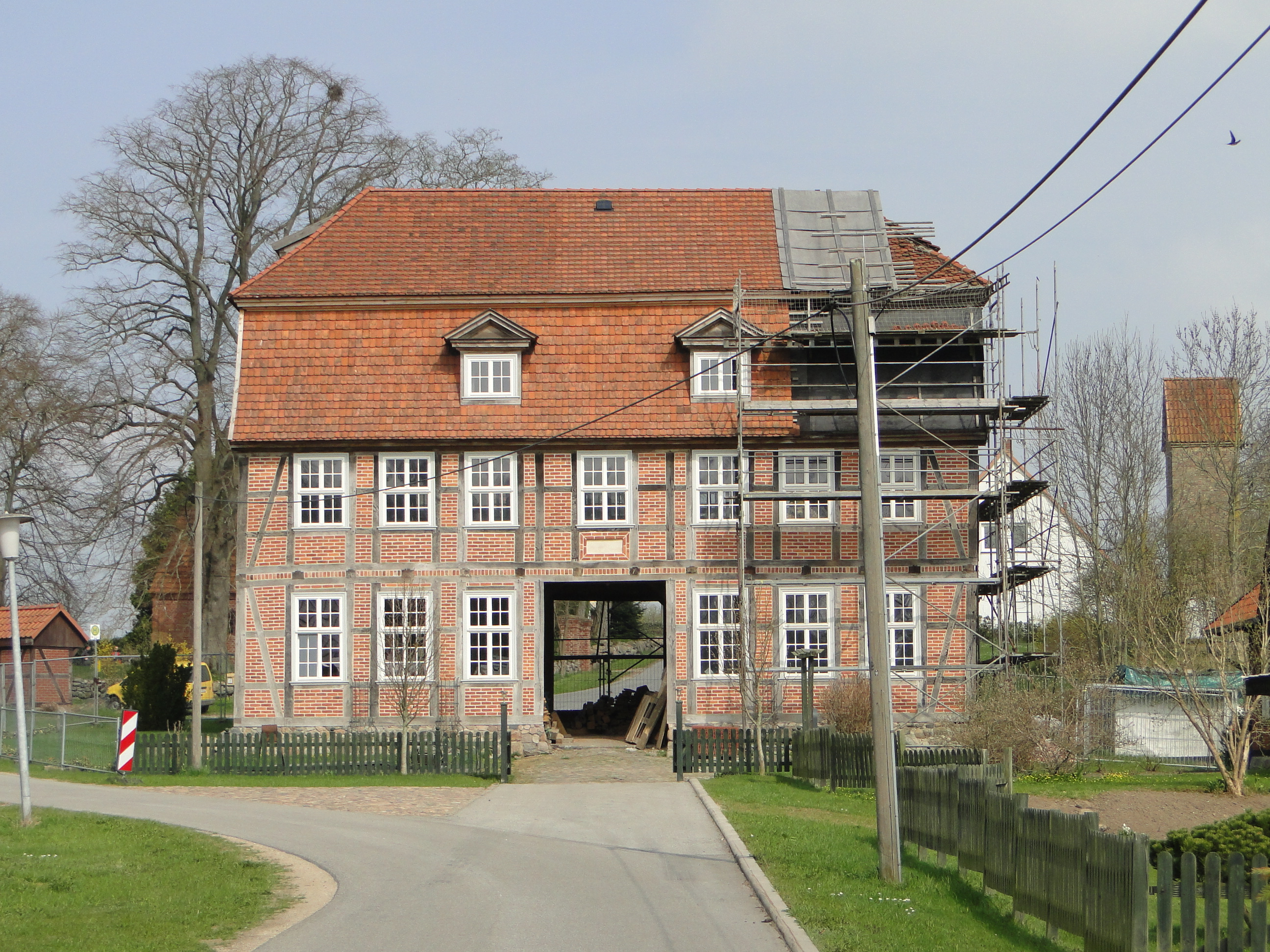
Torhaus in Zaschendorf (Zustand 2013; ausgezeichnet 2015)

- 2015 Thomas Stüwe, für den Erhalt des Torhauses in Zaschendorf (Kuhlen-Wendorf)[9]
- 2016 Hans Behn, Hungerstorf bei Stavenhagen[10]
- 2017 Ingo Arlt, Goldberg, für den Erhalt der Zwillingsmühlen in Neuvorwerk (Boddin); und Speicher e. V. Ueckermünde für den Erhalt und die Belebung der historischen Speicheranlage in Ueckermünde[11]
- 2018 Symbolisch an alle Bodendenkmalpfleger des Landes.[12] De Ackerlöper, eine Gruppe ehrenamtlicher Bodendenkmalpfleger auf Rügen, Finder des Hortfunds von Schaprode, lehnte den Preis ab.[13]
- 2019 Jan Träbing und Sönke Borgwardt - für ihre vorbildliche und engagierte Rettung des Gutshauses Ganzow in der Nähe von Gadebusch[14]
- 2020 Fachgruppe Archäologie Schwerin/Ludwigslust unter Leitung von Ramona Ramsenthaler für ihr langjähriges Wirken im Bereich der Bodendenkmalpflege[15]  Das Hansa-Gymnasium Stralsund wurde mit dem „Denk mal! Preis für Kinder und Jugendliche 2020“ ausgezeichnet.
- 2021 erhielt der Förderverein Renaissanceschloss und Museum Gadebusch (Landkreis Nordwestmecklenburg) den Denkmalpreis für Vorbildliches zur Rettung und Erhaltung der Schlossanlage. Manfred Schukowski erhielt eine lobende Erwähnung für die kulturgeschichtliche Aufarbeitung der Astronomischen Uhr in der Kirche St. Marien Rostock.[16]
- 2022 ging der Preis an die Kreisarbeitsgruppe Ur- und Frühgeschichte des Landkreises Rostock.[17]

Einige Male wurden außerdem lobende Erwähnungen ausgesprochen, die seit 2013 mit 300 € dotiert sind, so 2008 an den Förderverein Groß Raden und Sabine Bock, 2010 an den Förderverein zur Erhaltung der Feldsteinkirche Marsow. e.V., 2012 an Jan von Busch, Rostock, 2014 an Hans-Joachim Lautenschläger und den ZINNOBER Kulturkreis Zachow e.V., 2015 an den Glockensachverständigen Claus Peter, 2016 an den Verein Peter-Weiss-Haus in Rostock, 2017 an den Förderverein der Kirche zu Kirch Stück.

## Denk mal! Preis für Kinder und Jugendliche
Der Denk mal! Preis für Kinder und Jugendliche wird seit 2009 für vorbildliche Initiativen von Kindern und Jugendlichen zur Rettung und zur Erhaltung von Boden-, Bau- und Kunstdenkmalen in Mecklenburg-Vorpommern oder die überzeugende Verbreitung des Denkmalpflegegedankens in der Öffentlichkeit und für vorbildliche Initiativen zur Vermittlung des Verständnisses und der Einsicht für die Notwendigkeit der Bewahrung des kulturellen Erbes und die Einbindung der Kinder und Jugendlichen in die Rettung und den Erhalt von Boden-, Bau- und Kunstdenkmalen zuerkannt.
Der Denk mal! Preis für Kinder und Jugendliche ist mit 700 € dotiert.
- 2009 Initiative »Kinderdomführer in Greifswald«[22]
- 2010 Patenschaft Müsselmower Kirche e.V.
- 2011 (damalige) Klasse 2 a der Goethe-Grundschule in Parchim[23]
- 2012 (damalige) Klasse 8.3 m Goethe-Gymnasium in Schwerin[24]
- 2013 nicht vergeben
- 2014 Filmprojekt „Spuren der Steine“ der Medienwerkstatt Wismar im Filmbüro MV[25]
- 2017 Geschwister-Scholl-Gymnasium in Wismar und Kreativkreis der Jona-Schule in Stralsund[26]
- 2022 Schülerinnen und Schüler der Jahrgangsstufen 8 und 9 und die Lehrkräfte einer Arbeitsgruppe an der Großen Stadtschule Geschwister Scholl in Wismar[27]